# Kóla, puska, sültkrumpli
A Kóla, puska, sültkrumpli (eredeti cím: Bowling for Columbine) 2003-ban bemutatott amerikai– kanadai–német dokumentumfilm, melyet Michael Moore készített. Magyarországon 2003. június 26-án mutatták be a mozikban. A film a Columbine Középiskolában történt vérengzésről, és az amerikai fegyvertartási jogokról szól. A film eredeti címe a bowlingozásra utal, melyet az ottani diákok egy iskolaórában feszültséglevezetésként játszottak.

## Szereplők
- Michael Moore
- George W. Bush
- Marilyn Manson
- Dick Clark
- Richard Herlan
- Charlton Heston
- Matt Stone

## Történet
1999. április 20-án az Egyesült Államok minden eddiginél nagyobb bombázási akciót indított Koszovó ellen. Ezen a napon a Columbine Középiskolában 17-18 éves diákok társaikra és tanáraikra lőttek, majd végeztek magukkal. Az eset után Moore felkereste a hatóságokat, a fegyvergyártókat valamint az ámokfutás sérültjeit és túlélőit, és filmet forgatott velük. A fegyverviselés és az agresszió kapcsolatát vizsgálta az Egyesült Államokban.

## Fontosabb díjak és jelölések
Oscar-díj (2003)
- díj: Michael Moore, Michael Donovan (legjobb dokumentumfilm)

César-díj (2003)
- díj: Michael Moore (legjobb külföldi film)

Bodil-díj (2003)
- díj: Michael Moore (legjobb amerikai film)

Cannes-i fesztivál (2002)
- díj: Michael Moore  (55-ik évfordulós díj)
- jelölés: Michael Moore (Arany Pálma)

San Sebastián-i Nemzetközi Filmfesztivál (2002)
- díj: Michael Moore  (Közönségdíj)

Kinema Junpo-díj (2004)
- díj: Michael Moore (legjobb idegen nyelvű film)

## DVD-kiadás
A film Magyarországon 2003. december 1-jén jelent meg. Az egylemezes változaton több extra található, többek közt egy interjú Michael Moore-ral.